# Бікеу
Бікеу (рум. Bicău) — село у повіті Сату-Маре в Румунії. Входить до складу комуни Помі.
Село розташоване на відстані 419 км на північний захід від Бухареста, 33 км на південний схід від Сату-Маре, 101 км на північ від Клуж-Напоки.

## Населення
За даними перепису населення 2002 року у селі проживали 187 осіб, усі — румуни. Усі жителі села рідною мовою назвали румунську.